# ヴォーカリーズ
ヴォーカリーズ (vocalese) は、ジャズの歌唱におけるスタイルなり、音楽ジャンルのひとつで、もともと楽器のソリストが奏でた即興のメロディに合わせて、歌詞を当てはめて歌うもの。スキャットが、即興的な音節を用いて「bap ba dee dot bwee dee」のような（意味のない）ソロを歌うのに対し、ヴォーカリーズでは、既に存在する楽器のソロに当てはめて予め書かれた歌詞を用いる。

## 概要
このスタイルの実践者として、現代においておそらく最も著名であるカート・エリングは、このスタイルについて次のように述べている。「この「ヴォーカリーズ」という言葉は、初めのうち、ジョン・ヘンドリックスの作品のようにビッグバンドと複数の歌い手を前提としたものだけを厳密に指していたものの、程なくしてその意味は広がり、ソロであれ何であれ、ジャズの楽器奏者の演奏として最初に録音された旋律に、歌詞を載せて歌うものなら何にでも用いられるようになったが、これは録音の登場によって初めて可能になった技巧であって、こうした歌詞を編み出した初期の人々は本質的にまったく新しい芸術形態を生み出したのである。」
ヴォーカリーズ創作の「第一の波 (first wave)」では、オリジナルのインストゥルメンタル曲の演奏者に対する賞賛を捧げる形がとられることがよくあり、例えば、エディ・ジェファーソンによる「ボディ・アンド・ソウル (Body and Soul)」は、世界的に評価されているこの曲のソロを吹いたコールマン・ホーキンスについての歌詞で歌われる。「ヴォーカリーズ (vocalese)」という単語は、（母音唱法を意味する）音楽用語である「ヴォカリーズ (vocalise)」と、言語名称などに用いられる接尾辞「-ese」を結びつけた造語であり、ジャズ評論家のレナード・フェザーがランバート、ヘンドリックス&ロスの最初のアルバム『Sing a Song of Basie』について用いたのが最初とされている。
ヴォーカリーズの発明者であり、最も精力的に数多くの作品を生み出したエディ・ジェファーソンは、コールマン・ホーキンスによる「ボディ・アンド・ソウル」のソロをヴォーカリーズで歌い、ヒットさせた。ヴォーカリーズの先駆者としては、このほかにもキング・プレジャーやバブス・ゴンザレスがいた。プレジャーは、ジェファーソンによるヴォーカリーズの古典的作品である、ジェームズ・ムーディーの「I'm in the Mood for Love」のソロに基づいた「Moody's Mood for Love」を1951年に聞き、これを1952年にレコードに吹き込んで名声を得た。
こうしたヴォーカリーズの様々な取り組みより以前にも、先駆的な取り組みはあった。1920年代にダンサー兼歌手として人気を博したビー・パーマーが1929年に録音した「Singin' the Blues」は、この曲をいち早く吹き込んでいたビックス・バイダーベックやフランキー・トランバウアーのソロの旋律に歌詞を載せたものであったが、この音源は当時は発表されないままで終わり、他の歌手に直接の影響を与えることはなかった。
最も有名なヴォーカリーズのパフォーマーで、このスタイルの人気を高めたのは、おそらく、デイヴ・ランバート、ジョン・ヘンドリックス、アニー・ロスが組んだグループ、ランバート、ヘンドリックス&ロスであろう。ロスが1952年に歌詞を書いた「トゥイステッド (Twisted)」は、サクソフォーン奏者ワーデル・グレイのブルースの即興演奏に基づくもので、このジャンルの古典的作品とされている。ヴォーカリーズで知られるパフォーマーとしては、ほかにも、1956年のアルバム『Devil May Care』でチャーリー・パーカーの「ヤードバード組曲 (Yardbird Suite)」を取り上げたボブ・ドローや、ジャコモ・ゲイツ、カート・エリング、アル・ジャロウ、マーク・マーフィー、ニューヨーク・ヴォイセスなどがいる。ジョン・ヘンドリックスの歌詞でウェザー・リポートの「バードランド (Birdland)」をヴォーカリーズし、1979年のアルバム『エクステンションズ (Extensions)』に収録したマンハッタン・トランスファーは、第23回グラミー賞において、この曲でジャズ・フュージョン・ヴォーカル賞を獲得し、編曲にあたったジャニス・シーゲルにはヴォーカル編曲賞が与えられた。
また、ジョニ・ミッチェルはチャールズ・ミンガスの曲に歌詞を載せた「デ・モインのおしゃれ賭博師 (The Dry Cleaner from Des Moines)」と「グッドバイ・ポーク・パイ・ハット (Goodbye Pork Pie Hat)」を、1979年のアルバム『ミンガス (Mingus)』に収録した。世界の諸国のヴォーカリーズ・アーティストとしては、1960年代に人気を博したレ･ドゥブル･シス（ザ・ダブル・シックス・オブ・パリ）や、カナダのコンテンポラリー・ジャズのアーティストであるエミリー＝クレア・バーロウがいる。1990年には、ジョン・ヘンドリックスが、ジョン・ヘンドリックス&フレンズという名義で、アル・ジャロウ、ジョージ・ベンソン、ボビー・マクファーリンをフィーチャーして、マイルス・デイヴィスの「フレディ・フリーローダー (Freddie Freeloader)」をヴォーカリーズしてリリースした。
一部のパフォーマーたちは、スリム・ゲイラード、ハリー・ギブソン、キャブ・キャロウェイ、レオ・ワトソンらのように、ヴォーカリーズした即興演奏にスキャットを織り交ぜている。通常、カントリー・ミュージック歌手に分類されるロジャー・ミラーは、簡単には分類できないユニークなスタイルをもっており、彼の残した録音の多くは、滑稽な歌詞にスキャットやヴォーカリーズのリフが盛り込まれ、意味のない多数のシラブル（音節）が溢れるコミカルなノヴェルティ・ソングであった。
ヴォーカリーズにおける歌詞は、ほとんどの場合、ひとつの音節の中で音高が変わるメリスマを用いず、完全に、ひとつの音節がひとつの音高で歌われるシラブル唱法で歌われる。このため、特にビバップの曲の場合などには、ひとつのフレーズの中で、数多くの単語が素早く歌われることになりがちである。

### 日本語によるヴォーカリーズ
大野方栄は1983年のアルバム『MASAE A LA MODE』で、日本語の歌詞によるヴォーカリーズをおこなっている。

## ジャズ以外の分野で
ヴォーカリーズは、ジャズ以外の音楽ジャンルでも用いられることがある。例えば、アニー・ハズラムは、プログレッシブ・ロック・バンドであるルネッサンスとともに「Mother Russia」（1974年のアルバム『Turn of the Cards』に収録）、「Prologue」、「Rajah Khan」（いずれも1972年のアルバム『Prologue』に収録）をそのように歌っている。
クラシック音楽に用いる事例としては、1956年のアルバム『At the Drop of Another Hat』に収録されたフランダース&スワンの喜劇的な「Ill Wind」があり、そこでは、モーツァルトの『ホルン協奏曲第4番』の第3楽章「ロンド」に歌詞が載せられている。

### クラシック音楽の旋律の日本語歌詞による歌唱
本来は器楽であるクラシック音楽のメロディ（旋律）に、日本語の歌詞を載せて歌う行為は、日本ではしばしば行われている。よく知られた例としては、堀内敬三がドヴォルザークの交響曲第9番「新世界より」の第2楽章「ラルゴ」の主題に歌詞を載せた「家路（遠き山に日は落ちて）」や、ベートーヴェンのピアノ曲『エリーゼのために』をもとにした歌謡曲である「情熱の花」や「キッスは目にして!」、ホルストの組曲『惑星』の第4曲「木星、快楽をもたらす者」にもとづく平原綾香の「Jupiter」などがある。この中には、「家路」や「情熱の花」のように、日本語以外の言語で、いち早く歌詞がついていたものに日本語詞をつけたものもある。俳優が本業であった斎藤晴彦は、クラシック音楽の旋律をコミカルな日本語の歌詞で歌うという趣向の曲ばかりを集めたアルバム『音楽の冗談』を1989年に発表している。しかし、こうした取り組みは、通常「ヴォーカリーズ」とは呼ばれない。